# Лео Андрић
Лео Андрић (20. јули 1994, Карловац) је хрватски одбојкаш, репрезентативац одбојкашке репрезентације Хрватске. Своју каријеру је започео у клубу Карловац 2004. године.